# George Dobrin
George Dobrin (n. 19 aprilie 1862, Lugoj – d. 1952, Lugoj) a fost un deputat în Marea Adunare Națională de la Alba Iulia, organismul legislativ reprezentativ al „tuturor românilor din Transilvania, Banat și Țara Ungurească”, cel care a adoptat hotărârea privind Unirea Transilvaniei cu România, la 1 decembrie 1918.:p. 77

## Biografie
Născut în Lugoj în anul 1862, George Dobrin urmează studiile la Școala de ofițeri din Viena după care va începe cursurile la Facultatea de Drept. Înaintează repede în cunoștințe și experiență și ocupă funcția de avocat la cancelaria lui Coriolan Brediceanu. Este numit președinte al Reuniunii de cântări din Lugoj și face part din conducerea organizației județene Caraș-Severin a P.N.R.. Contribuie de asemenea, la organizarea C.N.R. din Lugoj. Anul 1952 este anul în care Dobrin își găsește sfârșitul în locul său natal, Lugoj.

## Activitatea politică
A fost ales ca delegat de drept al Episcopiei Caransebeșului la Marea Adunare Națională de la Alba Iulia de la 1 decembrie 1918 însă, din cauza sănătății nu a putut participa.:p. 150-151

## Activitate științifică
În cursul activităților sale a sprijinit și apariția gazetelor Dreptatea și Drapelul din Lugoj. Publică o serie de peste 160 de articole de mare însemnătate politică, națională și culturală.:p. 150-151